# Электронно-лучевая сварка
Электронно-лучевая сварка —  была разработана немецким физиком Карлом-Гайнцом Штайгервальдом из Штутгарта, Западная Германия, до 1958 года. Штайгервальд проводил эксперименты на своем электронном микроскопе и обнаружил, что при определенных параметрах мощности электронного луча образец плавится и снова затвердевает. Так был создан аппарат электронной лучевой сварки, источником энергии при которой является кинетическая энергия электронов в электронном пучке, сформированном электронной пушкой.
Используется для сварки тугоплавких, высокоактивных металлов в космической, авиационной промышленности, приборостроении и др. Электронно-лучевая сварка используется и при необходимости получения высококачественных швов с глубоким проплавлением металла, для крупных металлоконструкций.

## История
Первая установка для электронно-лучевой сварки была создана в МЭИ в 1958 году. В настоящее время выпускаются установки ЭЛУ-27, ЭЛСТУ-60, MEBW-60 и др.

## Сущность
Электронно-лучевая сварка проводится электронным лучом в вакуумных камерах. Размеры камер зависят от размеров свариваемых деталей и составляют от 0.1 до нескольких сотен кубических метров.
Плавление металла при электронно-лучевой сварке и образование зоны проплавления обусловлено давлением потока электронов в электронно-лучевой пушке, выделением теплоты в объеме твердого металла, реактивным давлением испаряющегося металла, вторичных и тепловых электронов и излучением.
Сварка производится непрерывным или импульсным электронным лучом. Импульсные лучи с большой плотностью энергии и частотой импульсов 100—500 Гц используются при сварке легкоиспаряющихся металлов, таких как алюминий, магний. При этом повышается глубина проплавления металла. Использование импульсных лучей позволяет сваривать тонкие металлические листы.
В камере, формирующей электронный луч, откачивается воздух вплоть до давлений 1—10 Па. Это приводит к высокой защите расплавленного металла от газов воздуха.

## Приемы сварки электронными лучами
В электронно-лучевой сварке применяют следующие технологические приемы для улучшения качества шва:
- сварку наклонным лучом (отклонение на 5—7°) для уменьшения пор и несплошностей в металле;
- сварку с присадкой для легирования металла шва;
- сварку на дисперсной подкладке для улучшения выхода паров и газов из металла;
- сварку в узкую разделку;
- сварку двумя электронными пушками, при этом одна пушка производит проплавление металла, а вторая формирует корень канала;
- предварительные проходы для очистки и обезгаживания кромок свариваемых металлов;
- двустороннюю сварку одновременно или последовательно ;
- развертку электронного луча: продольную, поперечную, Х-образную, круговую, по эллипсу, дуге и т. п.;
- расщепление луча для одновременной сварки двух и более стыков;
- модуляцию тока луча частотой 1—100 Гц. для управления теплоподачей в сварной шов.

## Преимущества
Электронно-лучевая сварка имеет следующие преимущества:
- Высокая концентрация теплоты позволяет за один проход сваривать металлы толщиной от 0,1 до 200 мм;
- Для сварки требуется в 10-15 раз меньше энергии чем для дуговой сварки;
- Отсутствует насыщение расплавленного металла газами.

## Недостатки
- Образование непроваров и полостей в корне шва;
- Необходимость создания вакуума в рабочей камере.

## Оборудование
Электронно-лучевые установки подразделяются на универсальные и специализированные, высоковакуумные (давление менее <10-1 Па), промежуточного вакуума (давление 10—10-1 Па), сварка в защитном газе (103—105 Па), на камерные (изделие внутри рабочей камеры) и с локальным вакуумированием (герметизация изделия в зоне сварки).
В состав установок для электронно-лучевой сварки входит электронная пушка, блоки питания. Электронно-лучевая пушка формирует пучок электронов с высокой плотностью энергии.